# Spodnji Boč
Spodnji Boč este o localitate din comuna Selnica ob Dravi, Slovenia, cu o populație de 203 locuitori.